# П'єр Карле де Шамблен Маріво
П'єр Карле де Шамблен Маріво (фр. Pierre Carlet de Chamblain de Marivaux; 4 лютого 1688, Париж — 12 лютого 1763, Париж) — французький драматург.
За його твором знято фільм Олени Дем'яненко «Жорстока фантазія» (1994).

## Біографія
Батько письменника, Нікола Карле, служив директором монетного двору міста Ріон. П'єр, очевидно, закінчив колеж у цьому місті, потім із сім'єю переїхав до Парижа, де вивчав право, але адвокатом не став. У 1717 році одружився з Коломб Боллонь, яка померла 1723 року, залишивши йому дочку. Заради заробітку займався журналістикою (1717), у 1721 році заснував щотижневий (потім - щомісячний) журнал «Французький спостерігач». Незабаром став популярним і затребуваним драматургом.
Написав велику кількість п'єс, кілька романів («Фарзамон, або Новий Дон-Кіхот», 1712; «Дивовижні дії симпатії»; «Телемах навспак», 1736) і повістей («Карета, яка застрягла в багнюці», 1714). Його ім'я дало поняття маріводажу, тобто вишуканого і навіть химерного галантного стилю. Жан Франсуа де Ла Арп визначив маріводаж як «найтоншу суміш метафізики й тривіальності, двозначних почуттів і просторічних зворотів».

## Визнання
4 лютого 1743 року був обраний до Французької Академії, згодом став її беззмінним секретарем. З роками мода змінилася, Маріво помер майже забутим. Однак у XX ст. інтерес публіки до драматурга, як і до низки його сучасників (Шодерло де Лакло, Кребійон-син), повернувся, і останніми десятиліттями його п'єси з успіхом ідуть на сценах світу. 
Проза і драматургія Маріво перевидаються. Із середини 1950-х його п'єси активно переносять на телеекран. У 1997 році екранізовано роман Маріво «Життя Маріанни», того ж року на Бродвеї було поставлено мюзикл за комедією Маріво «Тріумф кохання», а 2001 року Клер Піплоу зняла за цією п'єсою костюмний фільм з Мірою Сорвіно і Беном Кінгслі (продюсером стрічки був Бернардо Бертолуччі). 
Монографії про Маріво написали Марсель Арлан і Мішель Деґі, його п'єси (особливо - «Гра любові і випадку») використовують теоретики театру і театральні педагоги (Патріс Паві та ін.) для вивчення механіки сценічної дії. 